# Michelle van Dijk
Michelle van Dijk (Vlaardingen, 1981) is een Nederlands auteur. 
Van Dijk was in 2000 de eerste winnaar van schrijfwedstrijd Write Now!. Ze publiceerde korte verhalen in onder meer Passionate Magazine. Ze las voor op diverse literaire podia, waaronder Lowlands, Geen Daden Maar Woorden en Frontaal. Bij Uitgeverij Douane verscheen in 2017 haar debuutroman Darko's lessen. 
In 2019 maakte Van Dijk bekend te werken aan een hertaling van de roman Van oude menschen, de dingen, die voorbij gaan... van Louis Couperus. Dit gaf ophef omdat diverse Couperus-liefhebbers stelden dat het werk van de schrijver alleen in het origineel tot zijn recht komt. Sylvia Witteman schreef hierover een column in de Volkskrant, waarin ze stelde dat het was 'alsof Dick Bruna de Sixtijnse kapel beschilderd heeft'. De hertaling verscheen later dat jaar bij Uitgeverij kleine Uil.
Van Dijk studeerde Nederlandse taal en cultuur aan de Universiteit Leiden en werkt in het voortgezet onderwijs.